# В поисках рая
«В поисках рая» (норв. På jakt efter paradiset: Et år på en sydhavsø, дословно «В поисках рая: один год на острове в южном море»), в повторном переиздании «Фату-Хива: возврат к природе» (англ. Fatu-Hiva: Back to Nature) — первая книга норвежского путешественника и писателя Тура Хейердала; в ней он описывает свое 15-месячное путешествие вместе со своей женой Лив на тропический остров Фату-Хива в Маркизском архипелаге в Тихом океане, которое они совершили в 1937—1938 годах. Путешествие было задумано с целью покинуть цивилизацию и «вернуться к природе»: жить на океаническом острове в полной гармонии с дикой природой.
В путешествие Тур и Лив собрались сразу после своей свадьбы в медовый месяц. Номинально у них была академическая цель — исследовать распространение видов животных между островами, но на самом деле они намеревались «сбежать в южные моря» и никогда не возвращаться домой. В 1937 году молодожены прибыли на остров Фату-Хива, высадившись в долине Омоа. Однако, к своему разочарованию, они обнаружили, что и здесь, на далёком маленьком океанском острове, цивилизация, хотя и в незначительном масштабе, уже присутствует, и тогда они решили пересечь гористую внутреннюю часть острова и поселиться в одной из небольших, почти заброшенных долин на восточной стороне острова. Для поселения Хейердалы выбрали долину Уя, здесь они построили крытую соломой простую хижину на сваях.

## Зарождение теории
Именно в этом месте, окруженном руинами некогда славной маркизской цивилизации, Хейердал впервые разработал свои теории относительно возможности доколумбовых трансокеанских контактов между доевропейскими полинезийцами и народами и культурами Южной Америки. Во время общения с пожилым маркизцем, жившим с ними в Уе, бывшим каннибалом по имени Теи Тетуа, Хейердал заметил, что, хотя до прихода европейцев в Полинезии не было кошек, маркизцы, тем не менее, были знакомы с этими животными, и действительно, некоторые из резных фигурок тики, казалось, очень напоминали кошачьих: «К нашему удивлению, появились рельефы двух человеческих фигур с руками над головой, а между ними двух больших четвероногих в профиль, у каждого из которых есть глаз, рот, стоячие уши и хвост. Два четвероногих!… Кошка?… Кошачьи да, но не крысы.» «На языке майя „тох“ — название пумы. В Полинезии „тоа“ означает „храбрый“. Кошки не водятся в Полинезии, но каким-то образом в их примитивных скульптурах и фигурках обнаруживаются кошачьи образы. На Самоа „пуси“ — производное от английского языка, которое было принято вместе с недавно прибывшим котом. В Фату-Хива кошку зовут „пото“. Тот факт, что кошки, кажется, демонстрируют некоторое чувство острого интеллекта, вероятно, заставил туземцев назвать новоприбывших пото в честь полинезийского слова, означающего умный, пото.» Это наблюдение побудило Хейердала спросить Теи Тетуа, откуда пришли его люди, на что он ответил «с востока»: «„Отсюда?“ — спросил я, и мне было любопытно услышать ответ старика. „Из Те Фити [Востока]“, — ответил старик и кивнул в сторону той части горизонта, где всходило солнце, направления, в котором не было другой земли, кроме Южной Америки.» Несколько лет спустя Хейердал продолжил исследовать эту возможность, подробно описав это в своих книгах «Путешествие на «Кон-Тики»» и «Аку-Аку: Тайна острова Пасхи».
Кроме того, во время своего пребывания Тур Хейердал узнал, что пассаты и океанские течения из Америки имеют решающее значение для фауны и флоры острова. Многие растения на острове происходят из Южной Америки. Он также обнаружил сходство в рельефах и каменных статуях из Южной Америки и на Фату-Хива. Именно здесь у Хейердала начала формироваться его теория о том, что Полинезия могла быть заселена с востока из Южной Америки, а не с запада, как предполагает официальная наука. Таким образом, пребывание в Фату-Хива определило дальнейшее направление жизни и творчества Тура Хейердала.

## Рай
Поначалу жизнь на красивом острове действительно казалась Хейердалам райской и идиллической из-за обилия фруктовых деревьев и легкодоступной незагрязненной речной воды; Тур и Лив жили за счет того, что могли собрать в природе.
Однако вскоре очарование рассеялось из-за начавших возникать проблем: им пришлось столкнуться с разными незнакомыми тропическими болезнями, переносимыми комарами. Кроме того, у них были натянутые отношения с туземцами острова. Все это привело к тому, что через год пара решила вернуться домой в Норвегию.
Книга начинается с оптимистичной идеи Хейердала о том, что рай на земле все ещё можно найти. В конце книги Хейердал с горечью заключает: «Современному человеку не к чему возвращаться. Наше чудесное время в дикой местности дало нам вкус того, что человек покинул и от чего человечество все ещё пытается уйти ещё дальше. … Прогресс сегодня можно определить как способность человека усложнять простое. … Ничто во всей процедуре, через которую проходит современный человек с помощью всех своих современных посредников, прежде чем он заработает деньги, чтобы купить рыбу или картошку, никогда не будет таким простым, как вытащить их из воды или земли. Без фермера и рыбака рухнуло бы современное общество со всеми его магазинами, трубами и проводами. Фермеры и рыбаки представляют дворянство современного общества; они делятся своими крошками с остальными из нас, которые бегают с бумагами и отвертками, пытаясь построить лучший мир без чертежей.» «Нет смысла покупать билет в рай…» — заключил Хейердал.

## Издания
Первое издание книги вышло в свет в Норвегии в 1938 году в издательстве «Gyldendal». Оно было на норвежском языке, объём книги был 193 страницы. Книга была переведена на русский язык и впервые вышла в Советском Союзе в издательстве «Мысль» в 1964 году. В 1974 году Хейердал повторно издал книгу, изменив название на «Фату-Хива: возврат к природе».
- Тур Хейердал. В поисках рая / Пер. Л. Л. Жданова. — М.: Мысль, 1964. — 160 с.: ил. — Серия: Путешествия и приключения.
- Хейердал Тур. В поисках рая. Аку-Аку / Пер. с норвеж. Л. Л. Жданова — М.: Мысль, 1970. — 431 с.: ил.
- Хейердал Тур. Фату-Хива. Возврат к природе / Пер. с норвеж. Л. Л. Жданова. — М.: Мысль, 1978. — 304 с.: ил.